# Gouvernement Olonets
Het gouvernement Olonets (Russisch: Олонецкая губерния; Olonetskaja goebernija) was een gouvernement (goebernija) van het keizerrijk Rusland. Het gouvernement bestond van 1776 tot 1922. Het heette van 1784 tot 1796 het onderkoninkrijk Olonets. Het ging op in de gouvernementen Sint-Petersburg, Vologda en de republiek Karelië. Het gouvernement grensde aan de gouvernementen Archangelsk, Vologda, Novgorod en Sint-Petersburg. De hoofdstad was Olonets en vanaf 1802 werd de hoofdstad Petrozavodsk.

## Geschiedenis
Het gouvernement ontstond door een oekaze van Catharina II van Rusland uit de provincie Olonets van het gouvernement Novgorod. Op 24 november werd kreeg het gebied rond Olonets de status van gouvernement.
Op 22 maart 1784 kreeg het gouvernement de status van onderkoninkrijk. Deze status werd op 12 december 1796 afgeschaft en werd het gouvernement Olonets heropgericht.